# Burgstelle Schlösschen (Unterrohn)

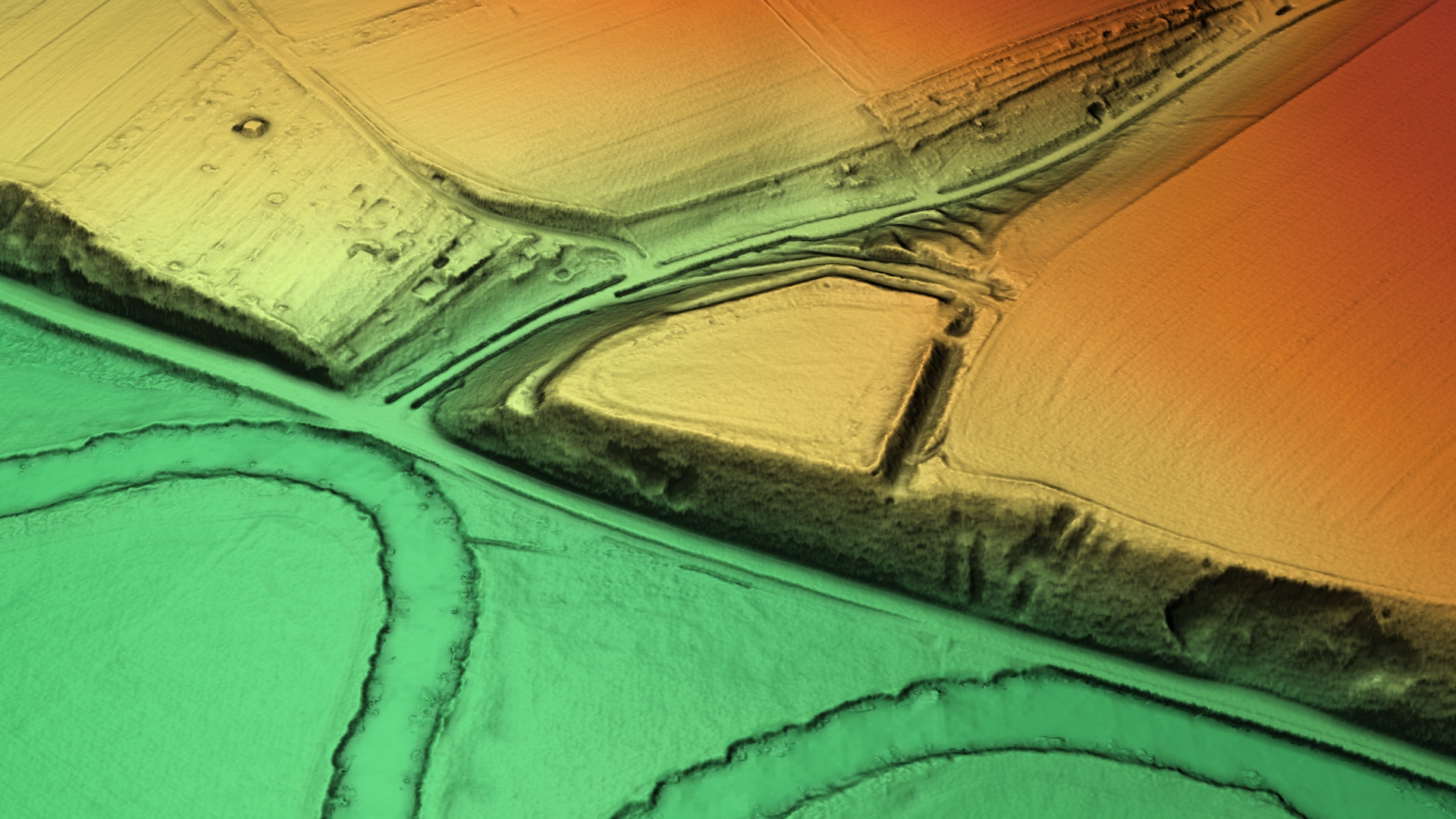
3D-Ansicht des digitalen Geländemodells

Die Burg Schlösschen war eine Befestigungsanlage unbekannter Zeitstellung zwischen Tiefenort und Unterrohn am Steilufer der Werra im heutigen Wartburgkreis in Thüringen.

## Lage und Funktion
Die Burgstelle der Gipfelburg auf 240 m ü. NN liegt etwa 10 bis 15 m über der Talaue der Werra. Sie befindet sich an einer Furtstelle und liegt etwa 4 Kilometer (Luftlinie) von der Krayenburg entfernt, zu der Sichtbeziehung besteht.

## Beschreibung
Die Burg hat einen trapezförmigen Grundriss mit abgerundeten Ecken und ist noch allseits von einem bis zu einen Meter hohen Wall (in Bezug auf die Innenfläche) umgeben. Das so markierte Gelände wird als Viehweide genutzt.
Der einzige Zugang liegt auf der Nordostseite (etwa 50 m Länge). Ihn deckte eine sichelförmige  Wall-Graben-Befestigung mit einem zweiten, aber schon großflächig verfüllten Graben.
Die Südseite hat eine Länge von 170 m, sie ist durch Steilabfall zur Werra gesichert, die Ostseite besitzt ebenfalls eine steile Hangböschung, sie ist etwa 140 m lang.
Die Westseite bildet einen leichten Bogen und folgt einem schluchtartigen Taleinschnitt mit Steilböschung, durch den heute ein Feldweg zur Gemeinde Tiefenort führt. Von diesem Feldweg zweigt ein rechts an die Burg abbiegender Feldweg und ein weiterer, schräg in Richtung Oberrohn führender Weg ab.

## Archäologische Forschung
Die als Teile einer Wall- und Grabenbefestigung aufgefassten Burgreste wurden in den 1960er Jahren bei einer systematischen Bestandserfassungen der Burgen im Altkreis Bad Salzungen durch den Bodendenkmalpfleger G. Sennhenn eingemessen.